# 小行星3339
小行星3339（英語：3339 Treshnikov）是一颗围绕太阳公转的小行星。1978年6月6日，安東寧·姆爾科斯在克列特发现了此天体。
这颗小行星的绝对星等为148.8890013198435等。